# Zimoun

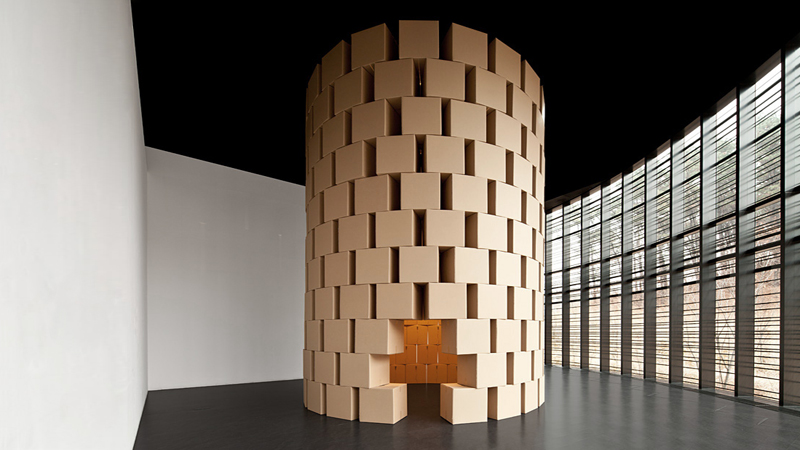
230 prepared dc-motors, hemp cords, cardboard boxes – Nam June Paik Art Center, Séoul (Corée du Sud), 2012.

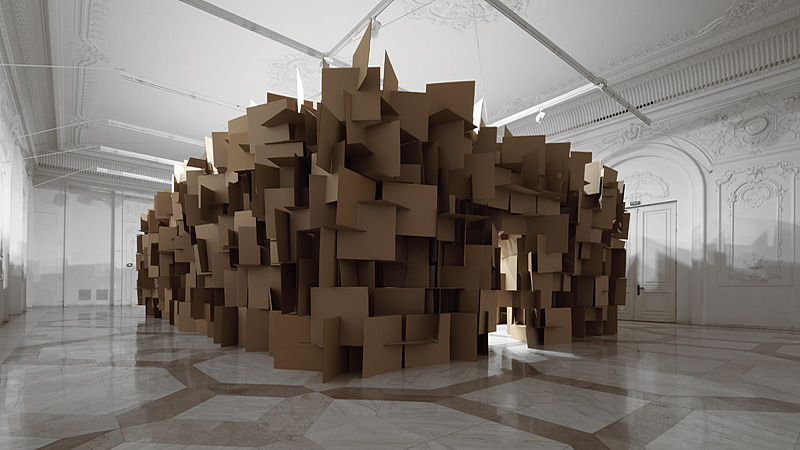
200 prepared dc-motors, 2000 cardboard elements
en collaboration avec l’architecte Hannes Zweifel – Museum für Zeitgenössische Kunst (MNAC) Bucarest (Roumanie), 2011.

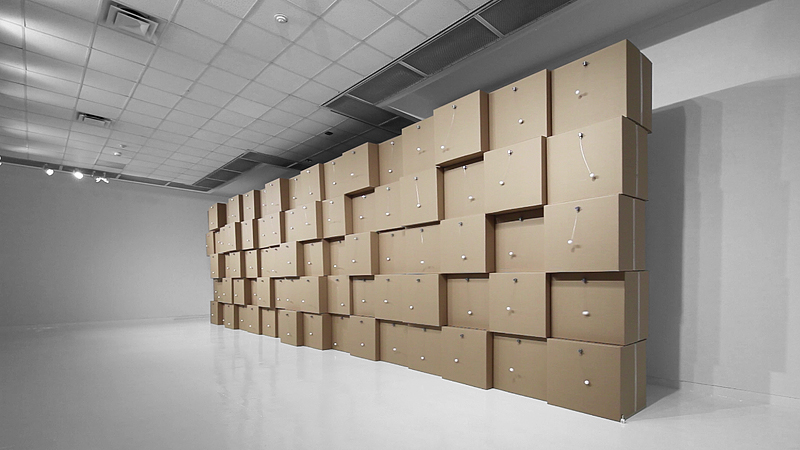
80 prepared dc-motors, cotton balls, cardboard boxes – Ringling Museum of Art, Sarasota (Floride, États-Unis), 2011.

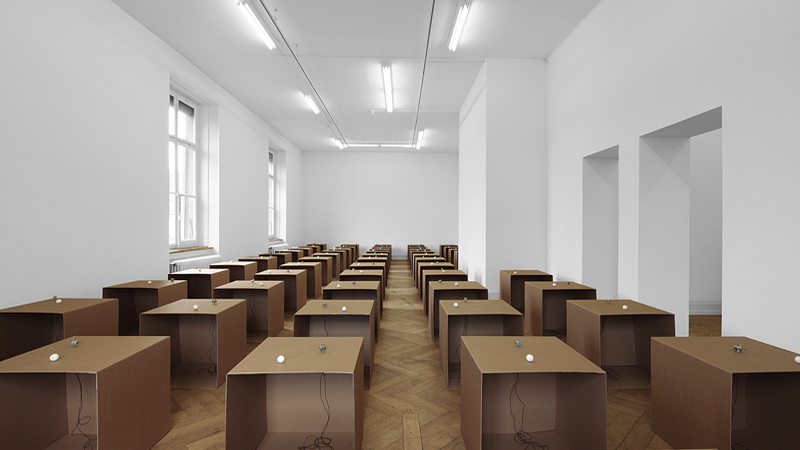
62 prepared dc-motors, cotton balls, cardboard boxes - Kunsthalle Palazzo, Liestal (Suisse), 2011.

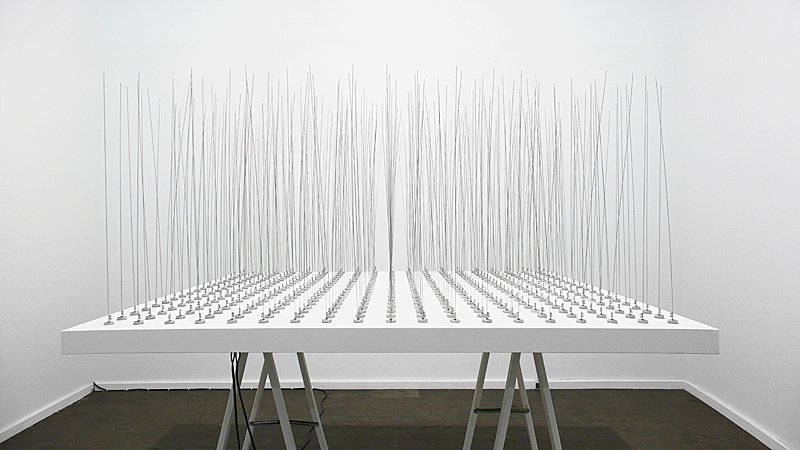
361 prepared dc-motors, filler wire 1.0mm – Swiss Art Awards Bâle (Suisse), 2010.

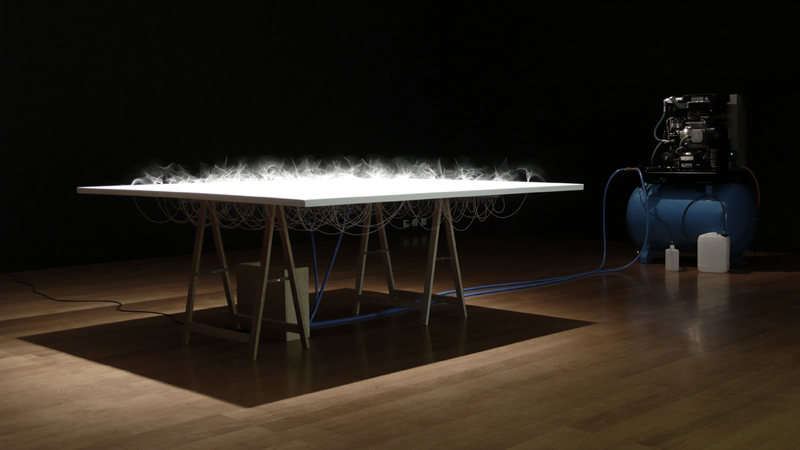
97 polysiloxane hoses 3.0mm, compressed air – Kunstmuseum Liechtenstein, 2010.

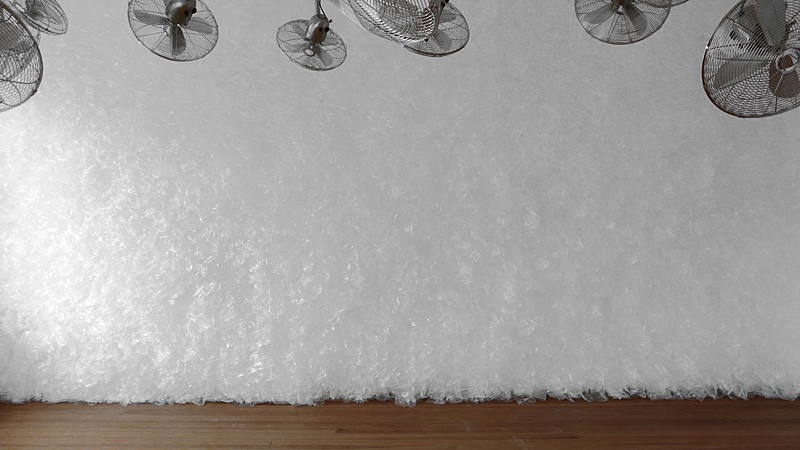
30 000 plastic bags, 16 ventilators – La Rada, Locarno (Suisse), 2010.

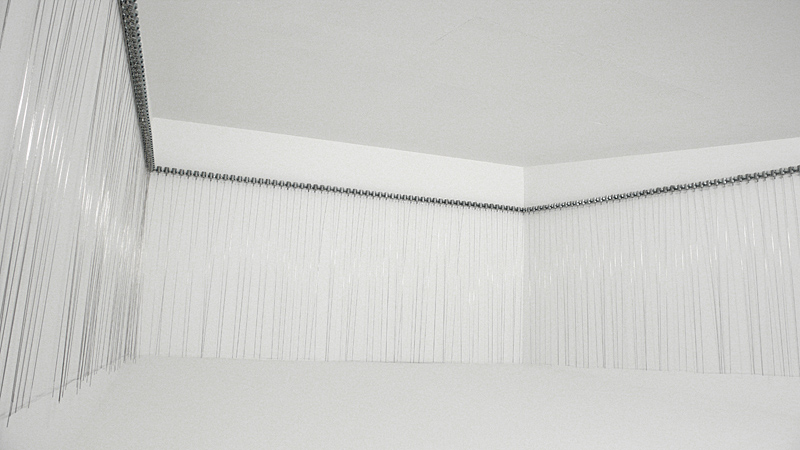
216 prepared dc-motors, filler wire 1.0mm – Links Duflon & Racz Gallery, Berne (Suisse), 2009-2010.

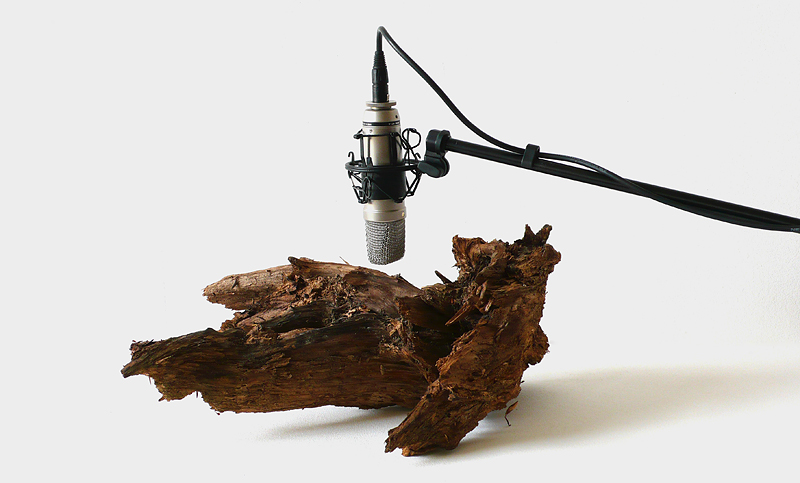
25 woodworms, wood, microphone, sound system – 2009.

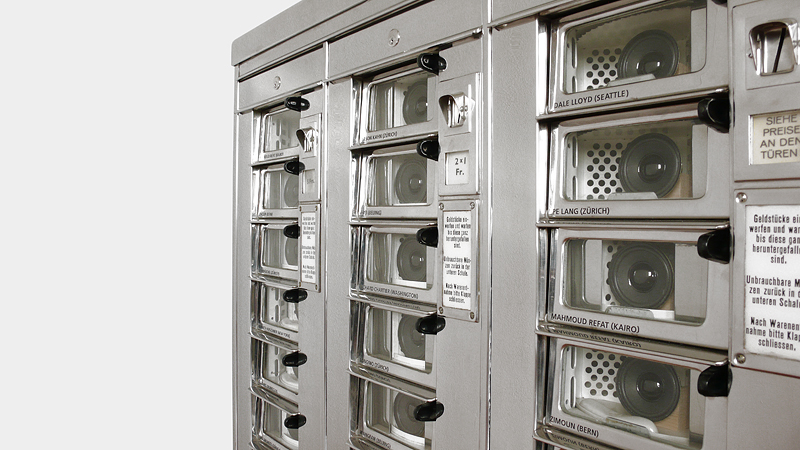
24 sound contributions in an automat – Kunstmuseum, Berne (Suisse), 2005.

Zimoun (né en 1977) est un artiste contemporain suisse. Il vit et travaille à Berne. Autodidacte, il est principalement connu pour ses sculptures sonores. Ses installations se composent de matières premières industrielles telles que boîtes de carton ou sacs en plastique, ou bien de vieux meubles ou objets quotidiens auxquels il adjoint des éléments mécaniques tels que moteurs à courant continu, câbles, microphones, haut-parleurs et des ventilateurs.

## Expositions (sélection)
- Photoforum Centre Pasquart, Biel/Bienne (Suisse), 2002, 2003 et 2004.
- Tonus Labor, Berne (Suisse), 2002, 2003 et 2004.
- DDM Gallery, Shanghai (Chine), 2004.
- Kunsthalle, Berne (Suisse), 2004, 2006 et 2008.
- Centre pour l'image contemporaine, Genève (Suisse), 2008.
- Kunstmuseum, Berne (Suisse), 2005 + 2009.
- Kunstraum Kreuzlingen (Suisse), 2010.
- La Rada, Locarno (Suisse), 2010.
- Vooruit Arts Center, Gand (Belgique), 2010.
- Kunstmuseum Liechtenstein, Schichtwechsel, Liechtenstein, 2010.
- Kunsthalle Luzern (Suisse), 2011.
- Lydgalleriet, Bergen (Norvège), 2011.
- Gray Area Foundation for the Arts, Swissnex, San Francisco (États-Unis), 2011.
- Kunsthalle Palazzo, Liestal (Suisse), 2011.
- List Art Center, David Winton Bell Gallery, Providence (États-Unis), 2011.
- Contemporary Art Museum MNAC, Bucarest (Roumanie), 2011.
- The John and Mable Ringling Museum of Art, Sarasota FL (États-Unis), 2011.
- Meta.Morf Biennale, Trondheim (Norvège), 2012.
- Deaf Biennale, Rotterdam (Hollande), 2012.
- BIAN Biennale, Oboro, Montréal (Canada), 2012.
- Le Centrequatre, Paris (France), 2012-2013
- Seoul Museum of Art, Séoul (Corée du Sud), 2012.
- CAN, Centre d'Art Neuchatel, Neuchatel (Suisse), 2012.
- bitforms gallery, New York (États-Unis), 2009 et 2012.
- ART Basel, Bâle (Suisse), 2011 et 2012.
- Kuandu Museum of Fine Arts, Taipei (Taiwan), 2012.
- Museu da Imagem e do Som, São Paulo (Brésil), 2012.
- Nam June Paik Art Center, Séoul (Corée du Sud), 2012.
- Galerie Denise René, Paris (France), 2012 et 2013.
- Les Champs Libres, Rennes (France), 2013.
- Museum of Fine Arts, Lugano (Suisse), 2013.
- Joel and Lila Harnett Museum of Art, Richmond (États-Unis), 2013.
- Base sous-marine, Bordeaux (France), 2015.
- Fondation Villa Datris, 2012 et 2016[1],[2].
- Le CENTQUATRE, Paris (France), 2017.

## Récompenses et distinctions
- 2000 : Mention Swiss Youth Photo Award
- 2004 : Résidence à Pékin (Chine)
- 2005 : Aeschlimann Corti Award
- 2006 : Kiefer Hablitzel Preis, Swiss Art Awards
- 2007 : New York Residency, Canton de Berne, Département Culture
- 2008 : Sitemapping/Mediaprojects award, Budesamit für Kultur (BAK)
- 2009 : Premier prix Aeschlimann Corti Award
- 2010 : Prix Ars Electronica, Digital Music & Sound Art, Honorary Mention

## Discographie
- « Momental » [ammoniac-music records] (cd, 2002).
- « Drums » [leerraum.ch] (cd, 2003).
- « Viskos » [leerraum.ch] (cd, 2003).
- « Flachland » [leerraum.ch] (cd, 2003).
- « Nå» [tonus-music-records.com] (cd, 2004).
- Fm3 & Zimoun « live 19.06.2004 » [leerraum.ch] (cd, 2005).
- Mahmoud Refat & Zimoun « Statics I » [leerraum.ch] (cd, 2006).
- Mahmoud Refat, Pe Lang & Zimoun « Statics II » [leerraum.ch] (cd, 2006).
- « Kabel 0.1/0.2 » [leerraum.ch] (cd, 2006).
- Leerraum « Sound Contributions I » [leerraum.ch] (5.1 multi channel DVD, 2007).
- Kenneth Kirschner & Zimoun « July 29, 2004 (4.1)» (4.1 multi channel DVD, 2007).
- feat. Mik Keusen « Prepared I » [leerraum.ch] (cd, 2007).
- Fourm & Zimoun « Primary Structures » [leerraum.ch] (5.1 multi channel DVD, 2008).
- Asher & Zimoun « Untitled Movement » [leerraum.ch] (5.1 multi channel DVD, 2008).
- Mahmoud Refat, Pe Lang & Zimoun « Statics III » [leerraum.ch] (4.1 multi channel DVD, 2008).
- « feat. Helena Gough » [leerraum.ch] (5.1 multi channel DVD, 2010).

## Sources et références
- (en) Cet article est partiellement ou en totalité issu de l’article de Wikipédia en anglais intitulé « Zimoun » (voir la liste des auteurs).
- (en) Marco Mancuso, « Sound Organisms in Evolution », Digimag, no 61, février 2011.
- (en) Oscar Gomez Poviña, « Noise Structures », Vnfold Magazine, 12 juillet 2010.
- (en) Susan Rife, « Sculpting Sound », Herald Tribune, 14 octobre 2011.

1. ↑  « 2012 - Artistes », sur Fondation Villa Datris (consulté le 27 janvier 2020)
2. ↑  « 2016 - Artistes », sur Fondation Villa Datris (consulté le 27 janvier 2020)